# آلیسون هوسون
آلیسون هوسون (انگلیسی: Ali Hewson؛ زادهٔ ۲۳ مارس ۱۹۶۱) تاجر و کارآفرین اهل جمهوری ایرلند است. او همسر بونو است. دانشگاه ملی ایرلند به او مدرک دکترای افتخاری اهدا کرده‌است.